# Ismael Saibari
Ismael Saibari, de son nom complet Ismael Saibari Ben El Basra (en arabe : اسماعيل صيباري بن البصرة), né le 28 janvier 2001 à Terrassa en Espagne, est un footballeur international marocain qui évolue au poste de milieu de terrain au PSV Eindhoven.
Passé par plusieurs centres de formation belges, il rejoint le PSV Eindhoven en 2020 et intègre définitivement l'équipe professionnelle en 2022, année durant laquelle il remporte la Supercoupe des Pays-Bas. Prenant part à sa première Ligue des champions en 2023, il remporte la Coupe des Pays-Bas dans la même année.
Saibari passe toutes ses catégories inférieures de sélection nationale avec la sélection marocaine avant de recevoir l'intérêt du sélectionneur Roberto Martínez de la Belgique et de Walid Regragui du Maroc. En 2023, il tranche définitivement en faveur du Maroc et remporte la CAN U23 avec le Maroc olympique sous la houlette du sélectionneur Issame Charaï. Plus tard dans la même année, il fait ses débuts en sélection A et participe à la CAN 2023.

## Biographie

### En club

#### Naissance, jeunesse et débuts (2001-2020)
Les parents d'Ismael Saibari quittent Ksar El Kébir et le Maroc dans les années 1990 pour s'installer à Barcelone en Espagne à la recherche de travail. C'est à Terrassa (province de Barcelone) qu'Ismael naît, grandit et commence le football en jouant avec son grand frère au parc avant d'être inscrit pour la première fois dans le club amateur du Santa Terrassa CD à l'âge de quatre ans. À cet âge-là, son grand frère Akram, âgé alors de neuf ans, évolue dans le centre de formation du FC Barcelone. Deux ans plus tard, alors qu'Ismael est âgé de six ans, à la suite de la crise économique espagnole qui frappe la Catalogne en 2007, la famille entière déménage définitivement à Willebroeck dans la province d'Anvers en Belgique.
Il intègre avec son frère Akram directement l'académie du KVC Willebroek située à Anvers où ils suivent leur scolarité et apprennent le néerlandais avant d'être repérés par un scout du Beerschot AC. Lorsqu'il a douze ans, il se reconvertit du poste d'attaquant pointe à milieu de terrain. Il y dispute quatre saisons avant que le club fasse faillite. Alors qu'il est l'un des meilleurs espoirs du Beerschot AC, Ismael a l'occasion de rejoindre le Séville FC, le PSV Eindhoven, le RSC Anderlecht et le KRC Genk.

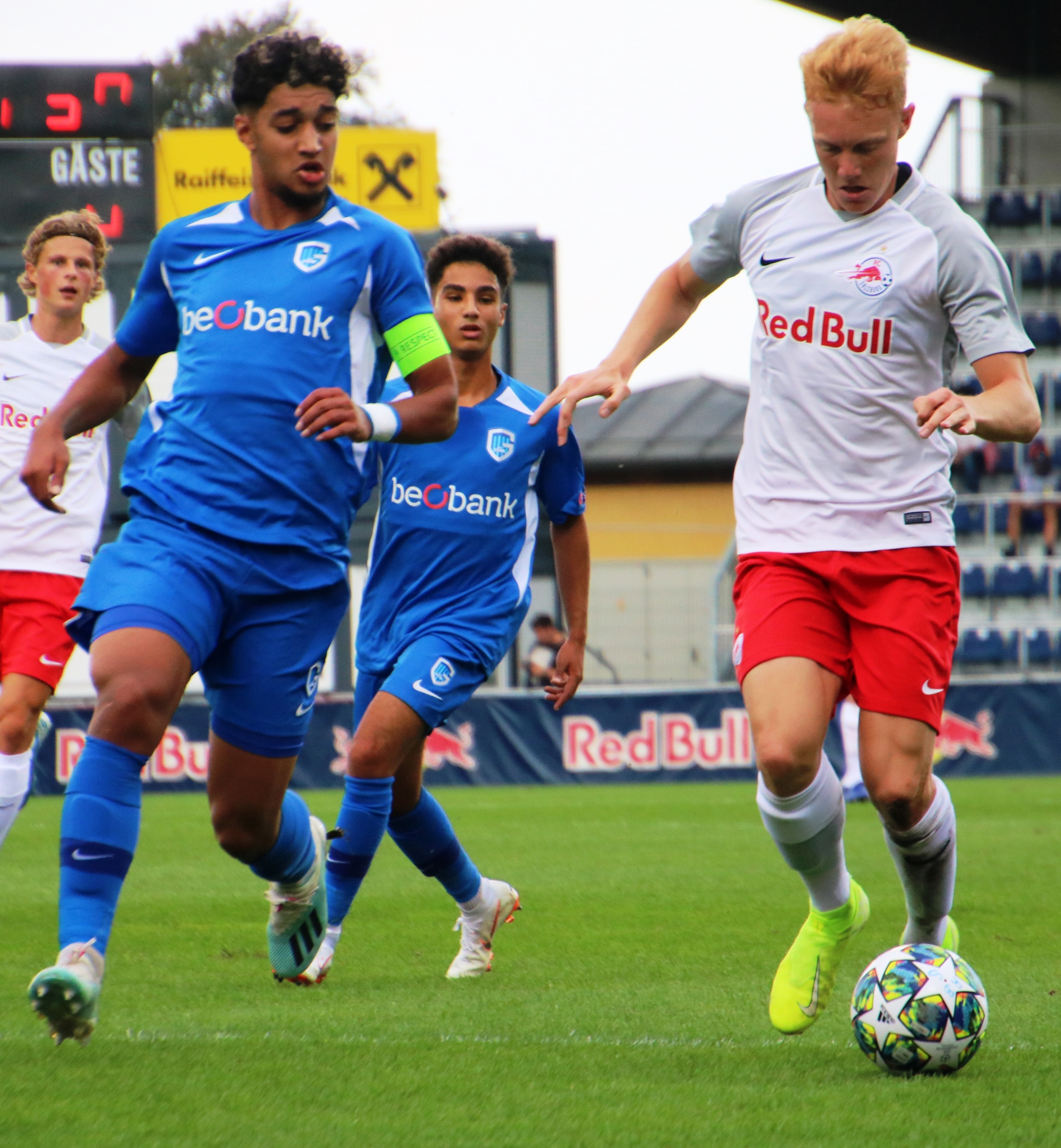
Saibari (à gauche) en duel face à Nicolas Seiwald en 2019.

Il intègre alors le centre de formation du RSC Anderlecht, affilié à l'école néerlandophone Sint-Niklaasinstituut. Il y suit des cours scolaires, apprend le français et remporte le championnat U13 lors de la saison 2013-2014 en compagnie de Yari Verschaeren. Il est viré deux saisons après sa signature pour des causes de surpoids. Il déclare à propos de cet incident : « La cause du surpoids est leur raison pourquoi ils m'ont viré. Mais la manière comment ils l'ont fait est dégoûtant. C'était un jour avant le début de saison. Je m'étais entraîné comme un fou pour préparer ma saison. ».
Il s'engage ensuite au KV Mechelen et au KRC Genk. Avec le KRC Genk, il signe son premier contrat professionnel et dispute l'UEFA Youth League lors de la saison 2019-2020. En phase de groupes, il reçoit quatre titularisations et deux entrées en jeu sous l'entraîneur Kevin van Dessel.

#### Formation au PSV Eindhoven (depuis 2020)
Il rejoint les Pays-Bas et le PSV Eindhoven le 29 juillet 2020, signant un contrat de trois ans. Il déclare à propos de son transfert au PSV : « Ils me suivent depuis très longtemps. J'ai toujours préféré rester en Belgique car j'aime rester auprès de ma famille mais après un temps, je me suis dis qu'il était temps de faire un pas en avant dans ma carrière. ». Il est dans un premier temps intégré à l'équipe réserve du club,.
En novembre 2020 il est appelé pour la première fois en équipe première par l'entraîneur Roger Schmidt, en raison notamment de nombreux cas de COVID-19. Il joue alors son premier match le 1er novembre 2020 contre l'ADO La Haye, en championnat. Il entre en jeu à la place de Mario Götze et son équipe l'emporte par quatre buts à zéro.

##### Saison 2022-2023: Intégration avec l'effectif professionnel
Alors que Ruud van Nistelrooy est présenté en tant que nouvel entraîneur du PSV Eindhoven, il intègre rapidement Saibari avec l'effectif professionnel pour prendre part aux matchs de la pré-saison. Saibari impressionne dès le premier match amical contre le FC Eindhoven où il marque deux buts et contribue ainsi à la victoire des siens (5-0). Ses prestations incitent le club à le prolonger et il étend son contrat le 14 juillet 2022, étant alors lié au club jusqu'en juin 2025,.
Le 2 août 2022, il joue son premier match de Ligue des champions en étant titularisé contre l'AS Monaco dans le poste d'ailier droit. Il cède sa place à la 75e minute à Xavi Simons et les deux équipes se neutralisent (1-1),,. Le 16 août 2022, il est titularisé à l'occasion de la finale des barrages de la Ligue des champions face aux Glasgow Rangers lors d'un match à l'extérieur (match nul, 2-2).
Le 9 octobre 2022, à l'occasion d'un match de championnat face au SC Heerenveen, il se blesse aux  ischios-jambiers et est contraint de sortir du terrain sur blessure. Un test MRI passé un jour plus tard révèle l'incapacité de jouer au football avant le mercato hivernal et l'année civile 2023, mettant en péril un potentiel espoir de participer à la Coupe du monde 2022 avec le Maroc,,.
Ne faisant pas son retour dans la deuxième partie de saison, le PSV Eindhoven termine l'année en tant que vice-champion des Pays-Bas derrière le Feyenoord Rotterdam et remporte la Coupe des Pays-Bas dans laquelle Saibari a pris part à trois matchs.

##### Saison 2023-2024: Premières titularisations et Ligue des champions
En juillet 2023, il retourne s'entraîner avec le PSV à l'occasion de plusieurs matchs amicaux de pré-saison auxquels il prend part contre le K Saint-Trond VV, le SV Blau-Weiss Alsdorf, le FC Eindhoven et Nottingham Forest FC. Il commence la saison 2023-2024 avec une place de titulaire contre le Feyenoord Rotterdam à l'occasion de la Supercoupe des Pays-Bas, qu'il remporte pour la première fois grâce à un but de son nouveau coéquipier Noa Lang. Lors de ce match et pour le restant de la saison, Saibari décide de porter le no 34 en hommage à Abdelhak Nouri,,.
Le 8 août 2023, à l'occasion des barrages de Ligue des champions, il entre en jeu à la 65e minute en remplaçant Isaac Babadi contre le SK Sturm Graz (victoire, 4-1). Le 12 août, à l'occasion de la première journée du championnat néerlandais, il entre en jeu à la mi-temps et délivre une passe décisive sur le but victorieux de Yorbe Vertessen contre le FC Utrecht (victoire, 2-0). Ses trois premières prestations et entrées tapent dans l'oeil de l'entraîneur Peter Bosz et lui permettent d'enchaîner les matchs suivants en tant que titulaire. Lors de la deuxième journée de championnat contre le Vitesse Arnhem, il inscrit son premier but de la saison sur une passe décisive de Luuk de Jong (victoire, 1-3).
Le 30 août 2023, il inscrit un doublé lors d'un match capital pour une place en Ligue des champions contre Rangers FC grâce à des passes décisives de Joey Veerman et Luuk de Jong, assurant ainsi une place dans le chapeau 4 avant le tirage au sort (victoire, 5-1),. Il reçoit ainsi la distinction d'homme du match,. Qualifié en Ligue des champions, il dispute son premier match en phase de groupe le 20 septembre en étant titularisé contre Arsenal FC à l'Emirates Stadium (défaite, 4-0).
Le 26 septembre 2023, il prolonge son contrat jusqu'en juin 2028. Il déclare lors de sa signature : « J'ai énormément appris dans ce club. Ce club a fait le joueur que je suis aujourd'hui. J'ai hâte de donner tout pour ce club dans les années à venir. ». Il reçoit également les éloges du directeur technique Earnie Stewart qui cite : « Ismael n'est pas que technique mais est doté de beaucoup d'autres qualités : il aime apprendre, il sait gérer le stress et se donne à fond. Cette combinaison de qualités font qu'on veut absolument le garder. ».
Lors de la saison 2023-2024 il remporte le Championnat des Pays-Bas, participant au 25e titre de l'histoire du club. En fin de saison, le 28 mai 2024, il prolonge son contrat dans le club jusqu'en 2029,.
Saibari inscrit son premier but de la saison 2024-2025 le 17 septembre 2024 lors d'une rencontre de phase de groupe de la Ligue des champions face à la Juventus FC. Entré en jeu à la place de Joey Veerman, il ne peut empêcher la défaite de son équipe par trois buts à un.

### En sélection

#### Entre l'Espagne, la Belgique et le Maroc (2016-2022)
Né en Espagne de parents marocains, il hérite de la nationalité marocaine via affiliation paternelle. Plus tard, il déménage en Belgique avant d'être naturalisé Belge. Ismael Saibari est alors éligible pour représenter l'un de ces trois pays mais son choix se porte sur le Maroc. Il explique son choix en expliquant : « Quand il s'agit d'équipe nationale, je me devais de faire un choix de cœur et non un choix sportif. C'est comme ça que je vois les choses personnellement. ».
Dans un premier temps, Ismael Saibari rejoint l'équipe du Maroc U15 et U16 en 2016 et 2017 avant d'être rappelé trois ans plus tard pour représenter les moins de 20 ans en 2020 sous la houlette du sélectionneur Zakaria Aboub.
Alors qu'il reçoit ses premières titularisations avec l'équipe première du PSV Eindhoven, il reçoit en août 2022, une présélection du nouveau sélectionneur du Maroc Walid Regragui pour un stage de préparation à la Coupe du monde 2022 à Barcelone et Séville pour deux confrontations amicaux, notamment face au Chili et au Paraguay,. Le sélectionneur marocain explique lors de la conférence de presse du 12 septembre 2022 avoir contacté Ismael Saibari, Benjamin Bouchouari et Amine Salama pour leurs bonnes performances en club mais qu'ils doivent d'abord être titulaires indiscutables en club pour mériter de figurer sur la liste définitive.
Le 14 septembre 2022, lors d'une conférence de presse avec son club respectif, il révèle que le sélectionneur de l'équipe de Belgique, Roberto Martínez, l'aurait contacter pour figurer sur la liste définitive de la sélection belge afin de préparer l'avenir après la Coupe du monde 2022 pour les matchs de Ligue des nations de l'UEFA face au pays de Galles (22 septembre) et les Pays-Bas (25 septembre),. Ismael Saibari déclare : « Qu'un grand nom du football comme lui me contacte, j'ai trouvé ça formidable. Mais je lui ai fait savoir que je choisissais le Maroc. »,.

##### Parcours avec lesLionceaux de l'Atlaset vainqueur de la CAN (2022-2023)
Le 15 septembre 2022, il est convoqué par Hicham Dmii avec le Maroc olympique accompagné d'autres binationaux contraints de faire un choix comme Naoufal Bannis ou encore Benjamin Bouchouari pour une double confrontation face au Sénégal olympique dans le cadre d'un stage de préparation pour la  Coupe d'Afrique des nations des moins de 23 ans qualificative aux Jeux olympiques d'été de 2024.
Le 22 mars 2023, il retourne avec le Maroc olympique sous le nouveau sélectionneur Issame Charaï pour un match amical face à la Côte d'Ivoire olympique à Rabat dans le cadre des préparations à la Coupe d'Afrique des nations des moins de 23 ans qui se déroulera au Maroc en 2023,. Lors de ce match, il est titularisé et inscrit un but sur une passe décisive de Zakaria El Ouahdi à la 40e minute (défaite, 2-3). Deux jours plus tard, il est de nouveau titulaire pour un nouveau match amical face au Togo olympique (victoire, 2-0). Il enchaîne avec une troisième titularisation face à l'Ouzbékistan olympique, le 27 mars et inscrit un doublé (victoire, 3-0).
Le 9 juin 2023, il figure sur la liste définitive d'Issame Charaï pour prendre part à la Coupe d'Afrique des nations des moins de 23 ans qui a lieu au Maroc. Les matchs de phase de groupe ont lieu en fin de mois de juin contre la Guinée olympique, le Ghana olympique et la RD Congo olympique au Complexe sportif Moulay-Abdallah de Rabat. Entré en jeu lors du premier match contre la Guinée olympique (victoire, 2-1), il reçoit sa première titularisation à la CAN U23 lors du deuxième match contre le Ghana olympique inscrit un but et délivre une passe décisive avant d'être récompensé en tant que homme du match  et valide ainsi son ticket pour les demi-finales de la compétition (victoire, 5-1),. Le 30 juin, à l'occasion du troisième match de la compétition contre le Congo olympique, il remplace Amine El Ouazzani à la 67e minute (victoire, 1-0),. La finale est remportée par le Maroc en prolongation contre l'Égypte olympique grâce à un but d'Oussama Targhalline (victoire, 2-1),. Lors du sacre, Saibari rend hommage à Abdelhak Nouri en enfilant un maillot du joueur avec le no 34 (porté par le joueur lors de sa période à l'Ajax Amsterdam). Le geste est salué et partagé sur les réseaux sociaux par le frère de la victime, Mohammed Nouri. Saibari termine également parmi l'équipe-type de la compétition.

##### Choix définitif: Maroc (depuis 2023)

###### Les débuts
Le 20 septembre 2022, Ismael Saibari prend part aux entraînements avec l'équipe du Maroc à l'occasion des matchs de préparation à la Coupe du monde 2022 face au Chili et au Paraguay. Le 21 septembre 2022, il prend ainsi part à un match amical hors-FIFA organisé au Complexe sportif Mohammed VI de Rabat face à l'équipe de Madagascar et dans lequel il dispute 30 minutes aux côtés d'Ilias Chair ou de Munir El Haddadi (victoire, 1-0).
Le 31 août 2023, il reçoit sa première convocation officielle de Walid Regragui avec l'équipe du Maroc pour des matchs le 9 septembre contre le Liberia à Agadir et le 12 septembre contre le Burkina Faso à Lens,. Lors de la conférence de presse tenue par le sélectionneur marocain, il déclare à propos du cas Ismael Saibari : « Saibari a été un point fort à la CAN U23 mais ce n'est pas un nouveau pour moi. Il y a un an, il était avec Houcine Ammouta. Je l'ai déjà convoqué pour le match amical contre le Madagascar. Saibari pouvait prendre part à la Coupe du monde avec nous, mais il s'était blessé avec le PSV Eindhoven. On parlait régulièrement avec lui au téléphone. ».

###### CAN 2023: Huitième-de-finaliste
Le premier match contre le Liberia entre dans le cadre des qualifications à la CAN 2023, mais est annulé et reporté à la suite du séisme du Maroc,. Cependant, le deuxième match prévu en amical contre le Burkina Faso est maintenu et joué au stade Bollaert-Delelis de Lens,. Lors de ce match, il remplace Selim Amallah à la 67e minute (victoire, 1-0),.
Le 28 décembre 2023, il est retenu dans la liste des vingt-sept joueurs marocains sélectionnés par Walid Regragui pour disputer la Coupe d'Afrique des nations 2023,,. Saibari fait sa première apparition sur le terrain lors du troisième match, contribuant à la victoire 1-0 contre la Zambie. En huitièmes de finale, Saibari remplace Selim Amallah à la 60e minute et les Lions de l'Atlas sont finalement éliminés par l'Afrique du Sud sur un score de 2-0,.
Le 15 novembre 2024, entré en jeu face au Gabon dans le cadre des qualifications à la CAN 2025, recevant une passe décisive d'Adam Aznou, il inscrit son premier but international grâce à une action de dribbles face aux défenseurs gabonais, inscrivant ainsi le cinquième but marocain (victoire, 1-5),. Ce but est largement relayé, faisant le tour des réseaux sociaux,.

## Style de jeu
Ismael Saibari est un milieu de terrain évoluant principalement dans le poste de milieu offensif (numéro 10) au style de jeu unique et reconnaissable. Il améliore son style de jeu dès son plus jeune âge, à l'école belge avant de faire ses débuts professionnels en D2 néerlandaise avec l'équipe réserve du PSV Eindhoven, sous l'aile de l'entraîneur adjoint Adil Ramzi avec lequel il évolue. Rarement aligné à son poste principal lors de ses débuts, il explique : « Au début, footballistiquement, j'étais bon mais on m'a souvent fait changer de poste sur le terrain. Je n'ai jamais pu mettre en pratique mes vraies compétences. ».
Son style est basé sur le contrôle du jeu et la maîtrise technique, ce qui lui vaut une réputation de joueur créatif et intelligent sur le terrain. Il possède une vision du jeu exceptionnelle, a la capacité de voir les ouvertures et les possibilités de passe que d'autres joueurs ne voient pas. Son sens de la lecture du jeu lui permet de trouver ses coéquipiers avec une précision chirurgicale, en délivrant des passes incisives et intelligentes qui pouvaient déstabiliser les défenses adverses.
Il est également réputé pour sa technique de dribble fluide et élégante qu'il décrit comme quelque chose qu'il a depuis sa naissance. Malgré sa stature imposante, il est capable de manier le ballon avec une grande agilité et une maîtrise parfaite, parvenant même à être sollicité par Ruud van Nistelrooy qui explique : « Saibari n'est pas en surpoids. Il est tout simplement bien formé et possède un grand gabarit. ». Sa capacité à protéger le ballon tout en le manipulant avec une précision millimétrée lui permet de garder le contrôle du jeu et de créer des occasions pour son équipe. Saibari est aussi un expert dans l'art de ralentir le jeu. Il est capable de contrôler le tempo du match à sa guise, en ralentissant ou accélérant le rythme selon les besoins de son équipe, comme il a pu le démontrer lors de la Coupe d'Afrique des nations des moins de 23 ans en 2023. Sa capacité à dicter le jeu et à garder le ballon dans des zones critiques lui permet de manipuler le flux du jeu et d'imposer sa vision tactique.

## Statistiques

### Statistiques détaillées
| Saison                | Club                  | Championnat           | Championnat | Championnat | Championnat | Coupe(s) nationale(s) | Coupe(s) nationale(s) | Coupe(s) nationale(s) | Compétition(s) continentale(s) | Compétition(s) continentale(s) | Compétition(s) continentale(s) | Compétition(s) continentale(s) | Autres compétitions | Autres compétitions | Autres compétitions | Autres compétitions | Maroc | Maroc | Maroc | Total | Total | Total |
| Saison                | Club                  | Division              | M.          | B.          | P.d.        | M.                    | B.                    | P.d.                  | Comp.                          | M.                             | B.                             | P.d.                           | Comp.               | M.                  | B.                  | P.d.                | M.    | B.    | P.d.  | M.    | B.    | P.d.  |
| 2020-2021             | Jong PSV              | Eerste Divisie        | 24          | 3           | 1           | -                     | -                     | -                     | -                              | -                              | -                              | -                              | -                   | -                   | -                   | -                   | -     | -     | -     | 24    | 3     | 1     |
| 2021-2022             | Jong PSV              | Eerste Divisie        | 26          | 5           | 1           | -                     | -                     | -                     | -                              | -                              | -                              | -                              | -                   | -                   | -                   | -                   | -     | -     | -     | 26    | 5     | 1     |
| Sous-total            | Sous-total            | Sous-total            | 50          | 8           | 2           | -                     | -                     | -                     | -                              | -                              | -                              | -                              | -                   | -                   | -                   | -                   | -     | -     | -     | 50    | 8     | 2     |
| 2020-2021             | PSV Eindhoven         | Eredivisie            | 1           | 0           | 0           | -                     | -                     | -                     | C3                             | 1                              | 0                              | 0                              | -                   | -                   | -                   | -                   | -     | -     | -     | 2     | 0     | 0     |
| 2022-2023             | PSV Eindhoven         | Eredivisie            | 17          | 0           | 1           | 3                     | 0                     | 0                     | C1+C3                          | 4+3                            | 0+0                            | 0+0                            | S                   | 1                   | 0                   | 0                   | -     | -     | -     | 28    | 0     | 1     |
| 2023-2024             | PSV Eindhoven         | Eredivisie            | 19          | 5           | 4           | -                     | -                     | -                     | C1                             | 11                             | 3                              | 0                              | S                   | 1                   | 0                   | 1                   | 6     | 0     | 0     | 37    | 8     | 5     |
| 2024-2025             | PSV Eindhoven         | Eredivisie            | 29          | 11          | 11          | 4                     | 1                     | 1                     | C1                             | 11                             | 4                              | 2                              | S                   | 1                   | 0                   | 0                   | 7     | 3     | 1     | 52    | 19    | 15    |
| 2025-2026             | PSV Eindhoven         | Eredivisie            | 2           | 0           | 0           | 0                     | 0                     | 0                     | C1                             | 0                              | 0                              | 0                              | S                   | 1                   | 0                   | 0                   | 0     | 0     | 0     | 3     | 0     | 0     |
| Sous-total            | Sous-total            | Sous-total            | 68          | 16          | 16          | 7                     | 1                     | 1                     | -                              | 30                             | 7                              | 2                              | -                   | 4                   | 0                   | 1                   | 13    | 3     | 1     | 122   | 27    | 21    |
| Total sur la carrière | Total sur la carrière | Total sur la carrière | 118         | 24          | 18          | 7                     | 1                     | 1                     | -                              | 30                             | 7                              | 2                              | -                   | 4                   | 0                   | 1                   | 13    | 3     | 1     | 172   | 35    | 23    |

### Buts internationaux
| Buts internationaux de Ismael Saibari | Buts internationaux de Ismael Saibari | Buts internationaux de Ismael Saibari | Buts internationaux de Ismael Saibari | Buts internationaux de Ismael Saibari | Buts internationaux de Ismael Saibari | Buts internationaux de Ismael Saibari | Buts internationaux de Ismael Saibari | Buts internationaux de Ismael Saibari | Buts internationaux de Ismael Saibari |
| 0                                     | Date                                  | Lieu                                  | Compétition                           | Résultat                              | Adversaire                            | Détail                                | Détail                                | Détail                                | Sél.                                  |
| ------------------------------------- | ------------------------------------- | ------------------------------------- | ------------------------------------- | ------------------------------------- | ------------------------------------- | ------------------------------------- | ------------------------------------- | ------------------------------------- | ------------------------------------- |
| 1re                                   | 15 novembre 2024                      | Stade d'Angondjé, Libreville, Gabon   | Éliminatoires de la CAN 2025          | V 1-5                                 | Gabon                                 | 90e                                   | du p. droit                           | 1-5                                   | 8e                                    |
| 2e                                    | 18 novembre 2024                      | Stade d'honneur d'Oujda, Oujda, Maroc | Éliminatoires de la CAN 2025          | V 7-0                                 | Lesotho                               | 70e                                   | du p. gauche                          | 7-0                                   | 9e                                    |
| 3e                                    | 21 mars 2025                          | Stade d'honneur d'Oujda, Oujda, Maroc | Éliminatoires de la CDM 2026          | V 1-2                                 | Niger                                 | 59e                                   | du p. droit                           | 1-1                                   | 10e                                   |

## Palmarès
En club, Ismael Saibari a porté les couleurs du PSV Eindhoven, l'un des clubs les plus prestigieux des Pays-Bas. Au PSV, il a connu plusieurs succès notables, notamment en remportant la Coupe des Pays-Bas à deux reprises, en 2022 et 2023. Il a également décroché la Supercoupe des Pays-Bas en 2022 et 2023. En Eredivisie, le championnat néerlandais, il a été vice-champion en 2023, démontrant ainsi sa contribution au succès de son équipe.
Au niveau international, Ismael Saibari a représenté le Maroc olympique (Maroc -23 ans) avec distinction. En 2023, il a joué un rôle clé dans la victoire de l'équipe à la Coupe d'Afrique des nations -23 ans, remportant ainsi le prestigieux trophée. Ses performances exceptionnelles ont également été reconnues par son inclusion dans l'équipe-type de la phase de poules de la Coupe d'Afrique des nations -23 ans en 2023. Sa contribution à l'équipe et ses réalisations individuelles témoignent de son talent exceptionnel et de son rôle essentiel dans les succès de son équipe et de sa sélection nationale.
| PSV Eindhoven (7) : | Maroc -23 ans (1) :                                 | Distinctions personnelles : |
| --- | --------------------------------------------------- | --- |
| - Eredivisie : - Champion : 2024 et 2025 - Coupe des Pays-Bas : - Vainqueur : 2022 et 2023 - Supercoupe des Pays-Bas : - Vainqueur : 2022, 2023 et 2025 - Finaliste : 2024 | - Coupe d'Afrique des nations : - Vainqueur : 2023. | - 2023 : Dans l'équipe type de la phase de poule de la Coupe d'Afrique des nations U23. - 2023 : Dans l'équipe type de la Coupe d'Afrique des nations U23. - 2023 : Dans l'équipe-type du Maghreb selon L'Équipe. |

## Vie privée

### Humanitaire
Le 9 septembre 2023, alors qu'il se trouve à Agadir, il se présente exclusivement à l'hôpital avec ses coéquipiers de la sélection marocaine pour un don de sang pour les blessés du séisme au Maroc,,.

### Divers
Son grand frère Akram Saibari est acteur et prend part à la cinquième saison de la série télévisée Mocro Maffia, jouant le rôle du chauffeur belge.